# Godowskys Klavierbearbeitungen Alter Meister
Die Klavierbearbeitungen Alter Meister (kein Werktitel) sind Leopold Godowskys Nachschöpfungen von Barockmusik.  

## „Airs of the Eighteenth Century“
1. Exaudets's minuet
2. Lisette
3. La mère bontemps
4. Maman, dites-moi
5. Bergère légère
6. Pergolesi: Que ne suis-je la fougère
7. Venez, agréable printemps

## „Renaissance-Suite“
Freie Bearbeitungen alter Meisterstücke für Klavier, in einigen Ausgaben „Meinem hochverehrten Freunde W. J. Safonoff zugeeignet“. Acht der 27 Werke wurden nicht veröffentlicht.

### 1. Buch
Jean Philippe Rameau, veröffentlicht am 28. Dezember 1906.
1. Sarabande E-Dur
2. Rigaudon E-Dur
3. Menuett a-Moll
4. Menuett g-Moll/G-Dur
5. Elegie (über zwei Giguen) e-Moll
6. Tambourin e-Moll

### 2. Buch
Veröffentlicht am 28. Dezember 1906.
1. Johann Schobert: Menuett Es-Dur
2. Arcangelo Corelli: Pastorale (Angelus) G-Dur
3. Jean-Baptiste Lully: Sarabande e-Moll
4. Lully: Courante e-Moll
5. Jean-François Dandrieu: Capriccio (Le Caquet) E-Dur
6. Jean-Baptiste Loeillet de Gant: Gigue E-Dur

### 3. Buch
Rameau, veröffentlicht am 22./28. April 1909.
1. Sarabande a-Moll
2. Musette en Rondeau E-Dur
3. Gavotte a-Moll/A-Dur

### 4. Buch
Domenico Scarlatti: Concert-Allegro A-Dur

## Quelle
- Jeremy Nicholas: Godowsky – ein Pianist für Pianisten. Eine Biographie Leopold Godowskys. Mit einem Vorwort von Jorge Bolet. Aus dem Englischen übersetzt von Ludwig Madlener. Staccato-Verlag, Düsseldorf 2012, ISBN 978-3-932976-50-6, S. 231–232.